# Kingsland, Arkansas
Kingsland är en ort i Cleveland County i Arkansas med 447 invånare enligt 2010 års folkräkning. Ortnamnet kom till i samband med att postkontoret registrerades. Austin Gresham ansökte om tillstånd för ett postkontor i december 1882. Det första namnförslaget Arkatha refuserades och samma öde mötte det andra förslaget, Cohassett. I juni 1883 godkändes sedan det tredje förslaget som var Kingsland. Orten grundades officiellt 1884.

## Kända personer från Kingsland
- Johnny Cash, countrymusiker